# Coup d'œil
Coup d'œil (en direktöversättning från franskan blir ögonslag) ett franskt uttryck som beskriver en ögonblicksbild. Termen används främst i militära sammanhang. Att ha eller kunna utnyttja coup d'œil innebär där att på kort tid kunna läsa av terrängen och viktigare aspekter av den för att kunna utnyttja dem taktiskt.